# L'homme entre le vice et la virtue

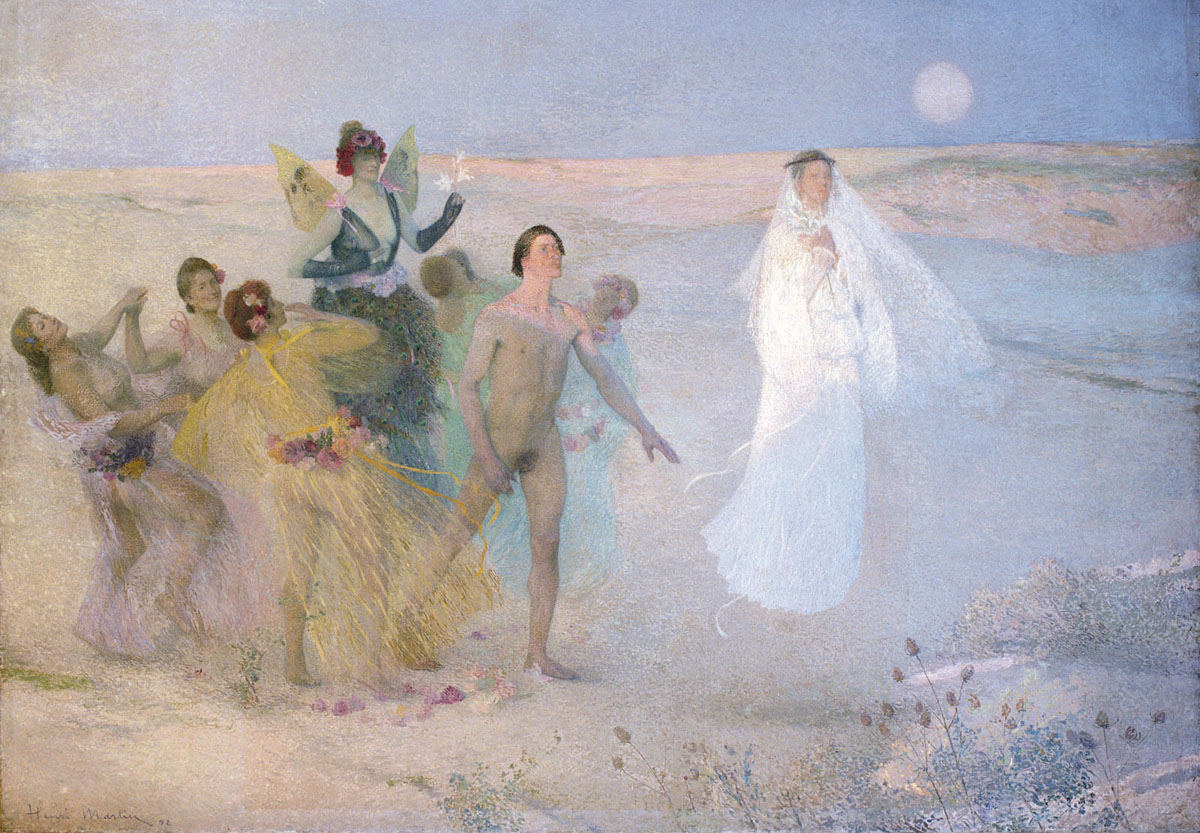
L'homme entre le vice et la virtue.

L'homme entre le vice et la virtue är en målning från 1892 av den franske konstnären Henri Martin. Konstverket förvaras för närvarande på Musée des Augustins i Toulouse i Frankrike.